# أسماء دونالد ترامب المستعارة

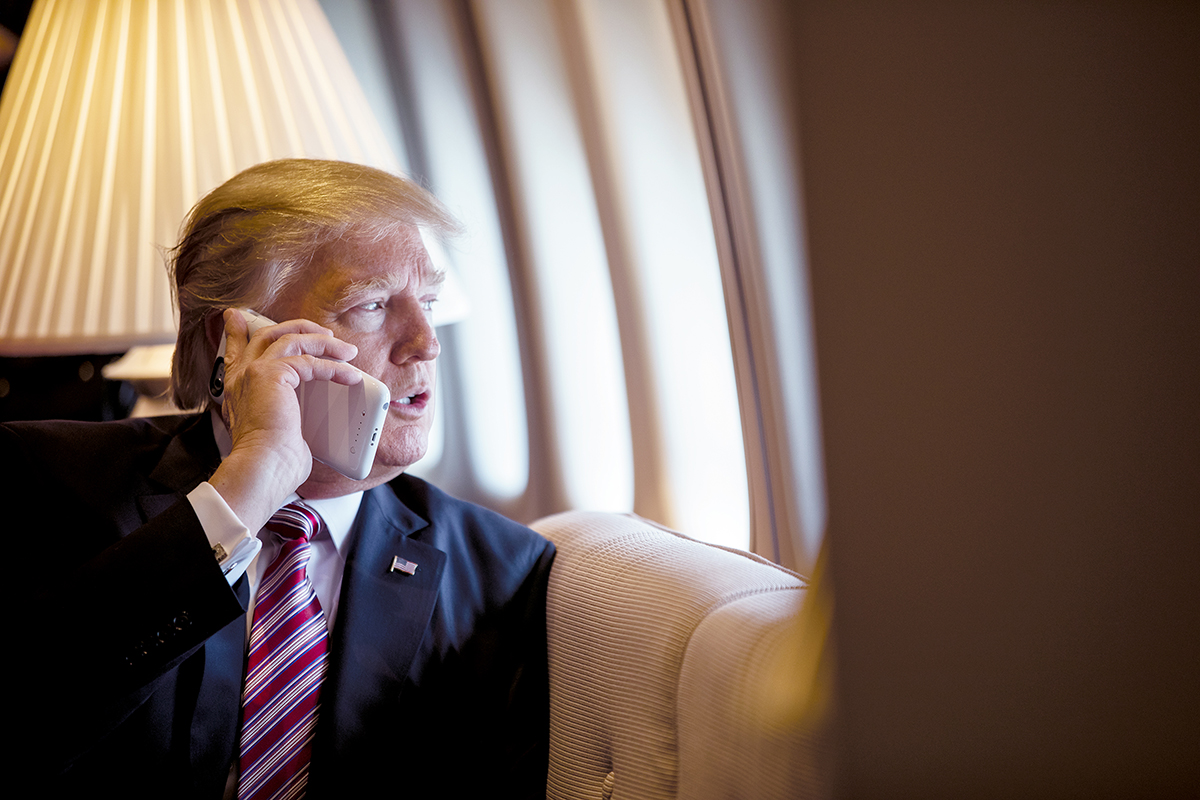
الرئيس ترمب خلالَ إجراء مكالمة هاتفية في عام 2017.

استخدمَ السياسي ورجل الأعمال الأمريكي والرئيس الخامس والأربعون للولايات المتحدة دونالد ترمب عددًا من الأسماء المُستعارة بما في ذلك جون بارون، جون ميلر وديفيد دينيسون.

## جون بارون (1980)
أول اسمٍ مستعار استخدمهُ دونالد ترمب كانَ جون بارون وذلك في عقدِ الثمانينيات حتى بداية التسعينيات. وفقًا لصحيفة واشنطن بوست فإنّ ترمب كان يلجأ لهذا الاسم حتى لا تُعرف هويته الحقيقية أو حتى لا تُنتهك خصوصيته. في أحيانٍ أخرى؛ كانَ يدّعي ترمب أنّ بارون هو المتحدث باسمهِ بينما في الحقيقة هو نفسه. ظهر هذا الاسم المُستعار لأول مرة في 6 يونيو/حزيران عام 1980؛ حيثُ ادعى ترمب أنّ بارون هو المتحدث باسمهِ وذلك في قضيّة متحف متروبوليتان للفنون الذي كان قد توعدَ دونالد بمنحهِ تمثالين لكنّه خلف بوعدهُ في وقتٍ لاحق. بحلول عام 1983؛ أصدر بارون بيانًا على أساس أنّهُ المتحدث باسمِ دونالد ترمب ومؤكدًا فيه على أنّ هذا الأخير لن يقومَ بشراء كليفلاند إنديانز.
في أيار/مايو عام 1984؛ ذكرَ بارون أنّه كذبَ على مراسل مجلة فوربس جوناثان غرينبرغ بخصوص ثروة ترمب وذاكَ للحصول على ورقة رابحة في قائمة فوربس 400. وفي نيسان/أبريل عام 2018؛ تمكّنَ غرينبرغ من استرجاع التسجيلات التي كان قد سجلها خلال الحوار الذي دار بينهُ وبين بارون والذي يُسمع فيه هذا الأخير وهو يقولُ أنّ دونالد ترمب يملكُ ما يزيد عن 90 في المئة من أصولِ والده فريد ترمب مما مكّنه من احتلال مركزٍ في قائمة فوربس 400 بمبلغ قدرهُ 100 مليون دولار ووفقًا لغرينبرغ فإنّ دونالد لم يكن يستحق أن يُورد اسمهُ في القائمة باعتبار أنّ القيمة الصافية عن كل أملاكهِ لا تتجاوز الـ 5% بينما ادعى هو أكثر من ذلك. في حوارٍ آخرَ معهُ؛ ذكرَ غرينبرغ أنّ دونالد لم يكن يملكُ أيًا من أصول فريد ترمب حتى عام 1999؛ أي بعدَ موتِ والده وحصوله على إرثه. في عام 1985؛ حثّ بارون – الذي هو ترمب نفسه – مجموعة من المستثمرين على الدخول في أنشطة اقتصادية تعاونيّة معَ دونالد ترمب باعتبارِ أنّه رجل أعمال ناجح. في نيسان/أبريل 1985؛ أعلنَ جون بارون نائب الرئيس في مؤسسة ترمب للصحافة أن ترمب قد وقعَ اتفاقا لشراء عقار كبير في مدينة أتلنتك سيتي. جديرٌ بالذكرِ هنا أنّ ترمب قد توقفَ عن استخدام هذا الاسم ابمستعار بعد أن اضطر إلى الشهادة أمامَ المحكمة أن جون بارون كان أحد أسمائهِ المستعارة.

## جون ميلر (1991)
في عام 1991؛ حاولَ مراسل بيبول إجراء مقابلة مع ترمب للحديثِ عن إمكانية إنهاء زواجه من إيفانا وما كان يُشاعُ في تلكَ الفترة لكنّ دونالد رفضَ هذا ووجّه مراسل المجلّة لمهاتفة شخصٍ يُدعى جون ميلر الذي أجرى فعلًا المقابلة وتحدث عن الشؤون الزوجية لدونالد وخلال معظم أطوار الحوار؛ كان يقولُ أنّ ترمب رجل جيد، ولا يُؤذي أحدا كما كان ولا زالَ يُعامل زوجته جيدا فضلًا عن حديثه عن أشياء أخرى على غرار جاذبيتهِ للنساء وثروته الطائلة. حينها شكّك مراسل المجلة في صوتٍ ميلر وقامَ فيما بعد بعرضِ الشريط على عددٍ من المقربين من ترمب والذين أكدوا على أنّه هو نفسه.
في عام 2016؛ حصلت واشنطن بوست على نسخة من الشريط الذي استخدمَ فيه دونالد اسمًا مستعارًا وعرضتهُ عليهِ لكنّه نفى ذلك بالقول: «لم أكن أنا على الهاتف» كما رفضَ التعليق حولَ ما إذا كان قد استخدمَ هذا الاسم في وقتٍ ما.

## كارولين غاليغو (1992)
في عام 1992؛ بعثت سيدة تُدعى كارولين غاليغو برسالة مطوّلة إلى مجلة نيويورك تردُ فيها عن مقال للكاتبة جولي بوغمولد وتؤكد أنّها سكرتيرة دونالد وهو يُعامل النساء دومًا باحترام. سُرب محتوى الرسالة بالكامل في عام 2017 وهو ما مكّن الصحافة من تسليطِ الضوء على أسماء ترمب المستعارة فيما توصل آخرون إلى نمط كتابة كارولين هو نفسهُ الخاص بترمب فضلًا عن أنّهم لم يجدوا شيئًا عن الهويّة الحقيقية لغاليغو.

## ديفيد دينيسون (2016)
استُخدمَ اسمُ ديفيد دينيسون من قِبل محامي ترمب مايكل كوهين قُبيل الانتخابات في عام 2016 وذلكَ في اتفاقية عدم إفصاح مع ممثلة الأفلام الإباحيّة ستورمي دانيالز فيما يتعلق بادعاءها الدخول في علاقة غرامية خارج نطاق الزواج مع دونالد نفسه في عام 2006. بعدما تكشفت وتوضحت خيوط القضيّة؛ ذكر مايكل أفيناتي محامي ستورمي أنّ ديفيدسون كانَ عبارة عن عميل مزدوج يعملُ لصالحِ كوهين وترمب. ليس هذا فقط؛ بل عمدَ محامي ترمب إلى استخدام أسماء مستعارة أخرى من قبيل دينيسون وبيترسون من أجل تسوية قضايا عالقة للرئيس الأمريكي معَ نساء أخريات على غرار شيرا بيشارد عارضة بلاي بوي والتي اتهمتهُ بممارسة الجنس معها خارج نطاق الزوجية وحملها منه ثمّ إجهاضها في وقتٍ لاحق. في حالة بيشار فقد أخذت القضيّة أبعادًا أخرى بعدما دفعَ كوهين – بتدخل مُحتمل من إليوت برويدي – مبلغَ 1.6 مليون دولار لعارضة الأزياء بعدَ أن علم بحملها. وفي البيان الذي صاغهُ ديفيد دينسيون؛ حذف أي معلومات قد تُحيل للشك بأنّ دونالد هو والد الطفل الذي لم يولد بعد.